# Hedge Thompson
Hedge Thompson (* 28. Januar 1780 in Salem, Salem County, New Jersey; † 23. Juli 1828 ebenda) war ein US-amerikanischer Politiker. In den Jahren 1827 und 1828 vertrat er den Bundesstaat New Jersey im US-Repräsentantenhaus.

## Werdegang
Hedge Thompson besuchte die öffentlichen Schulen seiner Heimat. Nach einem anschließenden Medizinstudium an der University of Pennsylvania und seiner 1802 erfolgten Zulassung als Arzt begann er in Salem in diesem Beruf zu arbeiten. Gleichzeitig schlug er eine politische Laufbahn ein. 1805 saß er als Abgeordneter in der New Jersey General Assembly; im Jahr 1819 gehörte er dem New Jersey Legislative Council, dem späteren Staatssenat, an. Nachdem er aus gesundheitlichen Gründen immer weniger als Arzt arbeiten konnte, widmete er sich neben der Politik auch den Rechtswissenschaften. In den Jahren 1815 und 1824 war er Bezirksrichter im Salem County. 1826 wurde er Leiter der Finanzbehörde in diesem Bezirk.
Bei den Kongresswahlen des Jahres 1826 wurde Thompson als unabhängiger Kandidat für den ersten Sitz von New Jersey in das US-Repräsentantenhaus in Washington, D.C. gewählt, wo er am 4. März 1827 die Nachfolge von George Cassedy antrat. Dieses Mandat übte er bis zu seinem Tod am 23. Juli 1828 aus. Er starb an einem Leberleiden und wurde in seiner Heimatstadt Salem beigesetzt.